# 十津川温泉郷
十津川温泉郷（とつかわおんせんきょう）とは奈良県吉野郡十津川村にある3つの温泉の総称（温泉郷）。1985年（昭和60年）に環境庁より国民保養温泉地に指定される。水質水量に恵まれ2004年（平成16年）には全国で初めて「源泉かけ流し宣言」を行った。
- 十津川温泉（とつかわおんせん）
- 湯泉地温泉（とうせんじおんせん）
- 上湯温泉（かみゆおんせん）